# الأخلاقيات العملية
الأخلاقيات العملية (بالإنجليزية: Practical Ethics)‏ عام 1979 والأخلاقيات الثانوية عام 1993 والأخلاقيات الثالثية لعام 2011 هي مقدمة للأخلاقيات التطبيقية من قبل فيلسوف أخلاقيات علم الأحياء بيتر سنجر. وترجم الكتاب في عدد من اللغات بسبب الإساءة في البلدان المتحدثة باللغة الألمانية.

## التلخيص
تحليل سنجر، في التفاصيل لماذا وكيف ينبغي موازنة مصالح البشر وفقاً لهذا الرأي أو(ومن هذا المنظور) أو حسب هذا الرأي. ينبغي الكائن أن يوازن دائماً في المصالح وفقاً لذلك أو (تبعا لذلك) في الممتلكات الملموسة، وليس بنسبتهما لانتمائه إلى مجموعة.
درس سنجر عدد من القضايا الأخلاقية تتضمن:عرق وجنس وقدرة وأنواع وإجهاض وقتل رحيم وقتل الرضع والجنين والتجريد والموقف الأخلاقي للحيوانات والعنف السياسي والمعونة الخارجية مع التزامنا بمساعدة الأخرين.
أضاف الإصدار الثاني عام 1993 فصول عن اللاجئين البيئة ومساواة والأعاقة وجنين التجريب ومعالجة الأكاديمين في ألمانيا.
نشر الأصدار الثالث في عام 2011 وحذف الفصل عن اللاجئين وتضمن فصل جديد عن التغيرات المناخية.

## الاستقبال
إن الأخلاقيات العملية مقروءة على نطاق واسع ووصفت بأنها  نص ممتاز لدورة تمهيدية أخلاقية بواسطة الفيلسوف جون مارتن فيتشر. أوصى الفيلسوف جيمس راتشيلز بالكتاب كمقدمة تمركزت أو تمحورت حول القضايا العملية مثل الإجهاض والعنصرية وما إلى ذلك. تسمي الفيلسوفة ميلان إنجيل الأخلاقيات العملية  يجب قراءة كل المصالح للعيش حياة أخلاقية
أثار الكتاب سخطاً في ألمانيا وأستراليا وسويسرا.